# Адріан Настасіу
Адріан Настасіу (10 жовтня 1951) — румунський ватерполіст.
Учасник Олімпійських Ігор 1976, 1980 років.